# حسین سلطانی
حسین سلطانی (عربی: حسين سلطاني؛ ۲۷ دسامبر ۱۹۷۲ – ۱ مارس ۲۰۰۲) بوکسور اهل الجزایر بود.
از افتخارات وی میتوان به کسب مدال طلا در بازی‌های المپیک تابستانی ۱۹۹۶ و مدال برنز در بازی‌های المپیک تابستانی ۱۹۹۲ اشاره کرد.